# 井川美保
井川 美保（いがわ みほ、1985年-)は、日本のAV女優。
東京都出身。身長:155cm。スリーサイズ:B90(G)・W60・H88。

## 略歴
2008年にAVデビュー。

## 出演作品
2008年
- 人妻大尻のチ●コ擦りヌキ（4月4日、映天）出演:牧野遥、流川純、吉本玲、坂本梨沙
- 我が娘をアイドルにしたがる世間知らずのママたちは、SEX面談で必死にアピール! VOL.2（4月8日、俺のブルース）出演:米倉エミ
- 催眠カウンセラー恥辱クリニックの裏記録（4月19日、ラハイナ東海）出演:坂本梨沙、牧野遥、米倉エミ
- オナニーを我慢できない人妻大尻（5月2日、映天）出演:南原香織、北原夏美、坂本梨沙、米倉エミ
- 凌辱された熟女JAZZ歌手 4（5月12日、俺のブルース）
- お受験ママ達 裏口入学の猥褻取引 14（5月14日、ラハイナ東海）出演:七瀬かすみ
- 陵辱人妻狩り!! 2（11月20日、ヒビノ）出演:星倉なぎさ、細川まり
- おんなのこのこすりつけまんずり4（11月21日、オフィスケイズ）出演:石黒あすか、宮野香、ミカ、矢井田あき、樹里亜、高橋えり
- 今日から僕は女子高の教師になっちゃいました（12月18日、アキノリ）多数共演
- THE 潮吹き 4（12月19日、クリスタル映像）他出演:星野きせき、桜井ももか、赤西涼、桜庭彩
- kira☆kira2周年特別企画 DANCING15GALS☆大乱交レイブ（12月19日、kira☆kira）共演:蒼月ひかり、佐伯奈々、小春、工藤れいか、九条レイナ、稲森ケイト、鈴木千里、浅見樹奈、姫宮ラム、新垣ありな、緋村由衣、桐島みずほ、桐原亜澄、藤咲愛

2009年
- 鬼神★二刀流 アクメチ○ポがイク!（1月8日、SODクリエイト）共演:渋谷梨果、YOKO
- E-BODY（1月13日、E-BODY）
- 狂乱アクメ 44（2月20日、プレステージ）
- 食い込み巨乳ビキニ Gカップハミ出しFUCK!（9月17日、イエローボックス）共演:緋村由衣
- ママと一緒にボディ＆ソープ（12月5日、ラハイナ東海）共演:山口智美、米倉エミ、中山かすみ、小野里美

2010年
- 枕営業を強要された熟女歌手の淫行記録（4月2日、映天）共演:南原香織、北原夏美、米倉えみ